# باول ميخائيل
باول ميخائيل (بالإنجليزية: Paul Michael)‏ هو ممثل أمريكي، ولد في 15 أغسطس 1927 ببروفيدنس في الولايات المتحدة، وتوفي في 8 يوليو 2011 في الولايات المتحدة.

## وصلات خارجية
- باول ميخائيل على موقع IMDb (الإنجليزية)
- باول ميخائيل على موقع ميوزك برينز (الإنجليزية)
- باول ميخائيل على موقع قاعدة بيانات برودواي على الإنترنت (الإنجليزية)
- باول ميخائيل على موقع قاعدة بيانات الفيلم (الإنجليزية)